# Temnorhynchus flavipennis
Temnorhynchus flavipennis är en skalbaggsart som beskrevs av Gilbert John Arrow 1937. Temnorhynchus flavipennis ingår i släktet Temnorhynchus och familjen Dynastidae. Inga underarter finns listade i Catalogue of Life.